# Plethadenia cubensis
Plethadenia cubensis är en vinruteväxtart som beskrevs av Ignatz Urban. Plethadenia cubensis ingår i släktet Plethadenia och familjen vinruteväxter. Inga underarter finns listade i Catalogue of Life.